# Союз вільних робітників Німеччини
Союз вільних робітників Німеччини (нім. Freie Arbeiter Union Deutschlands; FAUD — ФАУД) — анархо-синдикалістське профспілкове об'єднання, створене на основі перейменованої Вільної асоціації німецьких профспілок (FVDG), існувало з 15 вересня 1919 і до свого офіційного розпуску в січні 1933 року після приходу до влади націонал-соціалістів.
Після розпуску багато членів об'єднання продовжували вести політичну роботу, чинити підпільний організований опір проти нацистського режиму.
Міжнародна асоціація трудящих, в якій перебував ФАУД, була заснована з ініціативи німецької організації. Вільний робітничий союз (FAU), який був заснований в 1977 році, вважається спадкоємцем традицій Фауд. На піку свого розвитку ФАУД налічував 150 тисяч членів.